# Юлий Шлезвиг-Гольштейн-Зондербург-Глюксбургский
Юлий Шлезвиг-Гольштейн-Зондербург-Глюксбургский (нем. Julius von Schleswig-Holstein-Sonderburg-Glücksburg; 14 октября 1824, Готторп, Шлезвиг-Гольштейн — 1 июня 1903, Итцехо, Германская империя) —  немецкий аристократ и майор прусской армии.

## Биография
Родился 14 октября 1824 года, во дворце Готторп. Был восьмым рёбенком и пятым сыном герцога Фридриха Вильгельма Шлезвиг-Гольштейн-Зондербург-Глюксбургского (1785—1831) и его жены Луизы Каролины Гессен-Кассельской (1789—1867). В 1863 году, один из его старших братьев, станет королём Дании, Кристианом IX (1818—1906). Провёл детство с братьями и сёстрами в замке Готторп.
В 1842 году был конфирмован вместе с младшим братом Иоганном. Затем по просьбе короля Дании Кристиана VIII отправился в Берлин, для начала карьеры в прусской армии. В том же году, стал поручиком гусарского полка в Ашерслебене. Его военная карьера была временно прервана с 1844 по 1846 год, когда он учился в Боннском университете. После окончания университета, он возобновил свою военную карьеру в прусской армии.
Во время Первой Шлезвигской войны воевал на стороне Пруссии в составе войскового контингента, отправленного в Шлезвиг-Гольштейн для помощи местным повстанцам. Однако, в 1849 году он попросил освободить его от участия в войне из-за конфликта интересов. В 1852 году он дослужился до звания старшего лейтенанта, а в 1860 году, стал майором.
В 1863 году  был отправлен в Грецию со своим молодым племянником, Кристианом Вильгельмом (1845—1913), который недавно стал королём Греции под именем Георга I, а Юлий стал его советником. После своего европейского турне в 1867 году, Георг I обнаружил, что пока его не было, Юлий пригласил во дворец семерых министров, связанных с бывшим королём Греции, Оттоном I. Министры и Юлий обсуждали возможность смещения Вильгельма Шпоннека, советника короля Георга. Возмущённый король, приказал своему дяде покинуть Грецию в течение одной недели.
Юлий умер 1 июня 1903 года, в городе Итцехо.

## Личная жизнь
Женился морганатическим браком на Элизабет фон Цигесар (1856—1887), 2 июля 1883 года. После свадьбы ей был присвоен титул графини фон Рёст. Элизабет умерла 20 ноября 1887 года от пневмонии. Детей в браке не было.